# Force of Will (azienda)
Force of Will Co., Ltd. chiamata anche Force of Will Inc. è una società giapponese editore del gioco di carte collezionabili Force of Will con sede a Shinjuku, a Tokyo, in Giappone, fondata nel 22 maggio del 2012 da Eiji Shishido.